# Outreterre (Royaumes oubliés)
Pour les articles homonymes, voir Outreterre.
Dans le jeu de rôle Donjons et Dragons, l'Outreterre (en anglais : Underdark) est un lieu fictif constitué d'un vaste réseau souterrain de cavernes et de tunnels qui s'étend sous des continents entiers. On peut aussi retrouver le terme d'Ombre terre (ou Ombre-Terre) dans les anciennes éditions ou les romans des éditions Fleuve noir. Dans le jeu vidéo Baldur's Gate II: Shadows of Amn et dans différents décors de campagne pour AD&D², dont La Nuit des Profondeurs, on parle même des Tréfonds Obscurs, qui est une erreur de traduction[réf. souhaitée].
L'Outreterre est mise en évidence dans le monde imaginaire de Faucongris (où elle fut introduite en premier) et dans les Royaumes oubliés. Elle fait aussi partie du nouveau décor de campagne Eberron, mais se nomme alors Khyber et est le lieu de résidence du mal, projeté dans ces sombres cavernes à la fin de l'âge des démons. La majeure partie du matériel de jeu décrivant l'Outreterre (sous la forme de manuels et d'accessoires) a été publiée pour le décor de campagne des Royaumes oubliés.